# Bouldnor
Bouldnor – osada w Anglii, na wyspie Wight. Leży 14 km na zachód od miasta Newport i 130 km na południowy zachód od Londynu.